# Maxence Derrien
Maxence Derrien, né le 3 septembre 1993 à Quimperlé en France, est un footballeur français qui évolue au poste de défenseur central à l'US Montagnarde.

## Biographie

### Jeunesse et débuts professionnels
Né à Quimperlé où il commence le football à l'âge de cinq ans, Maxence Derrien rejoint à onze ans le FC Lorient, d'abord dans les équipes de jeunes et réserve puis en jouant son premier match professionnel en entrant en jeu en Coupe de France le 4 janvier 2014 contre l'AS Yzeure.
Lors de l'été 2014, il est prêté à l'US Avranches en National. Après seize matchs et ses deux premiers buts en professionnel lors de sa saison en prêt tronqué par des blessures et la concurrence, il est de nouveau prêté la saison suivante à l'US Avranches.
Après deux saisons en prêt, il rejoint définitivement le club où il devient capitaine. Lors de cette saison, le club réussi un bon parcours en Coupe de France éliminant  le Stade lavallois et le RC Strasbourg, pensionnaires de Ligue 2 avant d'atteindre les quarts de finales et d'être éliminé par le Paris Saint-Germain.

### Découverte de la Ligue 2
Le 15 juin 2017, il signe au Red Star FC, club également pensionnaire de National. Titulaire indiscutable, il participe à la montée du club en Ligue 2 en terminant champion de National.
Il découvre la Ligue 2 l'année suivante, en prenant part à trente-trois matchs mais ne peut empêcher la relégation du club qui termine dernier.
Il quitte le club à l'été 2019 pour rejoindre le FC Chambly, tout juste promu en Ligue 2.

### Le Mans FC puis retour en amateur
Le 18 juin 2021, après deux saisons au FC Chambly, il signe au Mans FC, en National.
Il passe deux saisons au club avant de signer à la surprise général en National 3 au Stade pontivyen. En fin de saison, le club est relégué en Régional 1.
Le 2 juin 2025, il rejoint l'US Montagnarde qui évolue également en Régional 1.

## Statistiques
| Saison                | Club                  | Championnat           | Championnat | Championnat | Championnat | Coupe nationale | Coupe nationale | Coupe nationale | Coupe de la Ligue | Coupe de la Ligue | Coupe de la Ligue | Total | Total | Total |
| Saison                | Club                  | Division              | M.          | B.          | P.d.        | M.              | B.              | P.d.            | M.                | B.                | P.d.              | M.    | B.    | P.d.  |
| 2013-2014             | FC Lorient            | Ligue 1               | -           | -           | -           | 1               | 0               | 0               | -                 | -                 | -                 | 1     | 0     | 0     |
| 2014-2015             | US Avranches (prêt)   | National              | 14          | 2           | 0           | 2               | 0               | 0               | -                 | -                 | -                 | 16    | 2     | 0     |
| 2015-2016             | US Avranches (prêt)   | National              | 31          | 1           | 1           | 3               | 0               | 0               | -                 | -                 | -                 | 34    | 1     | 1     |
| 2016-2017             | US Avranches          | National              | 33          | 4           | 0           | 7               | 0               | 0               | -                 | -                 | -                 | 40    | 4     | 0     |
| Sous-total            | Sous-total            | Sous-total            | 78          | 7           | 1           | 12              | 0               | 0               | -                 | -                 | -                 | 90    | 7     | 1     |
| 2017-2018             | Red Star FC           | National              | 28          | 2           | 0           | 2               | 0               | 0               | 2                 | 0                 | 0                 | 32    | 2     | 0     |
| 2018-2019             | Red Star FC           | Ligue 2               | 33          | 0           | 1           | 2               | 1               | 0               | 1                 | 0                 | 0                 | 36    | 1     | 1     |
| Sous-total            | Sous-total            | Sous-total            | 61          | 2           | 1           | 4               | 1               | 0               | 3                 | 0                 | 0                 | 68    | 3     | 1     |
| 2019-2020             | FC Chambly Oise       | Ligue 2               | 27          | 0           | 2           | 3               | 0               | 0               | 1                 | 0                 | 0                 | 31    | 0     | 2     |
| 2020-2021             | FC Chambly Oise       | Ligue 2               | 30          | 1           | 0           | 1               | 0               | 0               | -                 | -                 | -                 | 31    | 1     | 0     |
| Sous-total            | Sous-total            | Sous-total            | 57          | 1           | 2           | 4               | 0               | 0               | 1                 | 0                 | 0                 | 62    | 1     | 2     |
| 2021-2022             | Le Mans FC            | National              | 19          | 1           | 0           | 2               | 0               | 0               | -                 | -                 | -                 | 21    | 1     | 0     |
| 2022-2023             | Le Mans FC            | National              | 27          | 1           | 0           | 1               | 0               | 0               | -                 | -                 | -                 | 28    | 1     | 0     |
| Sous-total            | Sous-total            | Sous-total            | 46          | 2           | 0           | 3               | 0               | 0               | -                 | -                 | -                 | 49    | 2     | 0     |
| 2023-2024             | Stade pontivyen       | National 3            | 18          | 1           | 0           | 2               | 0               | 0               | -                 | -                 | -                 | 20    | 1     | 0     |
| 2024-2025             | Stade pontivyen       | Régional 1            | 24          | 4           | 0           | 1               | 0               | 0               | -                 | -                 | -                 | 25    | 4     | 0     |
| Sous-total            | Sous-total            | Sous-total            | 42          | 5           | 0           | 3               | 0               | 0               | -                 | -                 | -                 | 45    | 5     | 0     |
| 2025-2026             | US Montagnarde        | Régional 1            | -           | -           | -           | -               | -               | -               | -                 | -                 | -                 | 0     | 0     | 0     |
| Total sur la carrière | Total sur la carrière | Total sur la carrière | 284         | 17          | 4           | 27              | 1               | 0               | 4                 | 0                 | 0                 | 315   | 18    | 4     |

## Palmarès
Maxence Derrien est champion de National en 2018 avec le Red Star FC.